# TBCA
TBCA‏ (Tubulin folding cofactor A) هوَ بروتين يُشَفر بواسطة جين TBCA في الإنسان.